# 鵜殿氏長
鵜殿 氏長（うどの うじなが）は、戦国時代から江戸時代前期にかけての武将、旗本。

## 生涯
三河国上ノ郷城主として宝飯郡一帯（現在の蒲郡市域）を支配していた鵜殿長照の子として生まれる。鵜殿氏は今川氏に従属していたが、永禄3年（1560年）桶狭間の戦いの敗戦によって今川氏の三河支配は後退し、岡崎城の松平元康（後の徳川家康）が今川氏から離反すると多くの国人は松平氏の傘下に加わった。上之郷鵜殿氏は西三河で数少ない今川方となったため松平氏と抗争したが、永禄5年（1562年）上之郷城の戦いで上之郷城は落城し父長照は戦死した。氏長は弟の氏次とともに松井忠次によって捕らえられ、駿府に抑留されていた元康の夫人とその嫡男竹千代、長女亀姫との人質交換によって今川氏方へと引き渡された。その後は大原資良に従って吉田城を守ったが、同城が徳川氏によって奪われると駿河へ後退した。
永禄11年（1568年）今川氏の没落が決定的になると徳川氏に臣従して旧領を安堵され、自身は遠江二俣城の守将の一人となった。その後は姉川の戦い、長篠の戦い、光明城攻めなどに従軍。天正19年（1591年）徳川氏は関東に移り、それに従った氏長は1,700石を与えられた。文禄2年（1593年）には諸大夫成りし、石見守に任じたという。慶長10年（1605年）福正院の池田利隆降嫁、慶長14年（1609年）保寿院の細川忠利降嫁にそれぞれ供奉している。また京極高次死後の小浜藩に派遣され、藩政の監察を行っている。慶長20年（1615年）大坂夏の陣では使番として戦列に加わった。寛永元年（1624年）76歳で死去。家督は養子の氏信が継いだ。

## 関連作品

### テレビドラマ
- NHK大河ドラマ
  - 『どうする家康』（2023年、演：寄川歌太[12]）